# Malatesta

Stammwappen der Malatesta

Wappen der Malatesta, vermehrt um die „Übelköpfe“ als redendes Wappen, da dies die wörtliche Bedeutung von „Malatesta“ ist

Die Malatesta waren eine italienische Adelsfamilie in der Romagna, die erstmals im 11. Jahrhundert erwähnt ist. Die Familie beherrschte im 14. und 15. Jahrhundert Rimini, Pesaro, Cesena und einige andere Städte. Ihr Name wird im Deutschen oft mit „die Übelköpfe“ übersetzt, „die Bösköpfe“ oder auch „Schlechtkopf“ bzw. „Schlimmkopf“.

## Geschichte
Die Malatesta erscheinen erstmals vereinzelt in Urkunden des 11. Jahrhunderts in der Gegend um Gabicce Mare (dessen Burg nicht erhalten ist), Gatteo (mit erhaltener Malatesta-Burg von 1335) und Poggio Berni (mit der erhaltenen Burg Marcosanti, deren Kern auf die Malatesta zurückgeht). Stammvater soll ein Rodolfo aus dem Hause der Herren von Carpegna gewesen sein, dessen Kampfesmut ihm den Spitznamen Malatesta (arger Kopf, frei übersetzt: Dickschädel) eingebracht habe und der ab 1004 das Castello di Penna, die Burg auf dem Felsen von Pennabilli, errichtet haben soll.
Ein Giovanni Malatesta († 1150) wird  erstmals in Rimini erwähnt, er hatte Grundbesitz zwischen den Flüssen Marecchia und Rubikon. Sein Sohn heiratete in die Familie Traversari ein, die im 12. und 13. Jahrhundert Ravenna und Rimini beherrschte und von einem Herzog Paolo († 947) abstammte; die Überlieferung führt die Traversari auf einen Teodoro zurück, der von Theoderich zum Präfekten von Ravenna ernannt wurde. Das Castello Due Torri in Torriana kam 1186 an die Malatesta. In der übernächsten Generation begründete Giovanni die Linie der Grafen von Sogliano (bis 1640) und sein Bruder Malatesta I. Malatesta (1183–1248) die Malatesta "della Penna" in Pennabilli und Verucchio (bis 1462). 1216 wurden die beiden Brüder Bürger von Rimini und unterstellten ihren Besitz der Jurisdiktion der Stadt. 1228 wurde Malatesta I. Podestà von Pistoia und unterstützte in den Kämpfen zwischen Kaisertreuen und Papsttreuen (Ghibellinen gegen Guelfen) den Stauferkaiser Friedrich II., dem er 1230 Gefolgschaft schwor; wie dieser wurde er von Papst Gregor IX. exkommuniziert. 1239 und erneut 1247 wurde er dann Podestà von Rimini, wo es ebenfalls heftige Fehden zwischen den Parteien gab. Er nahm seinen Wohnsitz in dem 1204 für die Podestàs errichteten Palazzo dell'Arengo, den die Malatesta 1334 um einen Anbau ergänzten, der als Palazzo del Podestà bezeichnet wird.

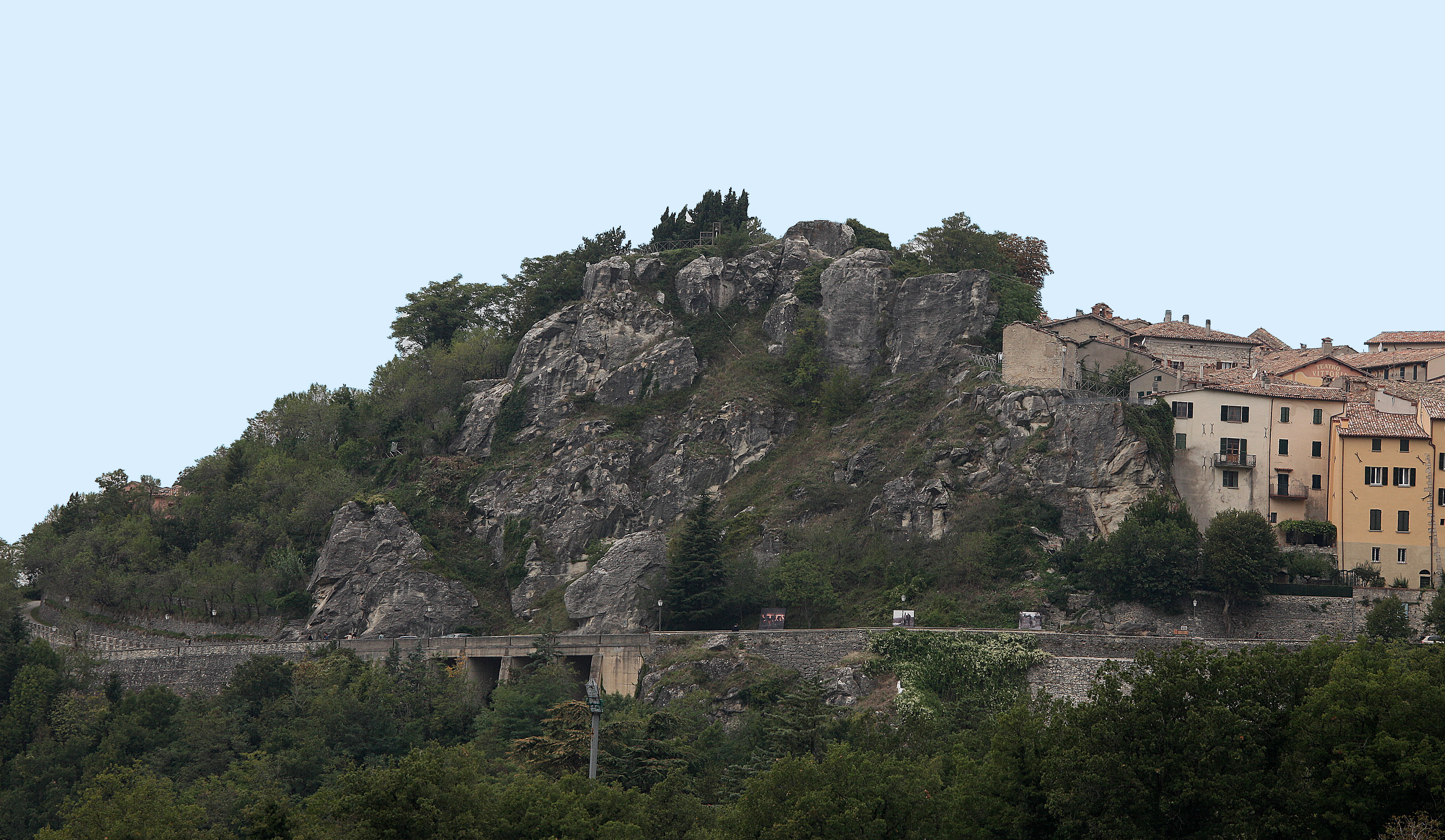
Der Burgfelsen von Pennabilli
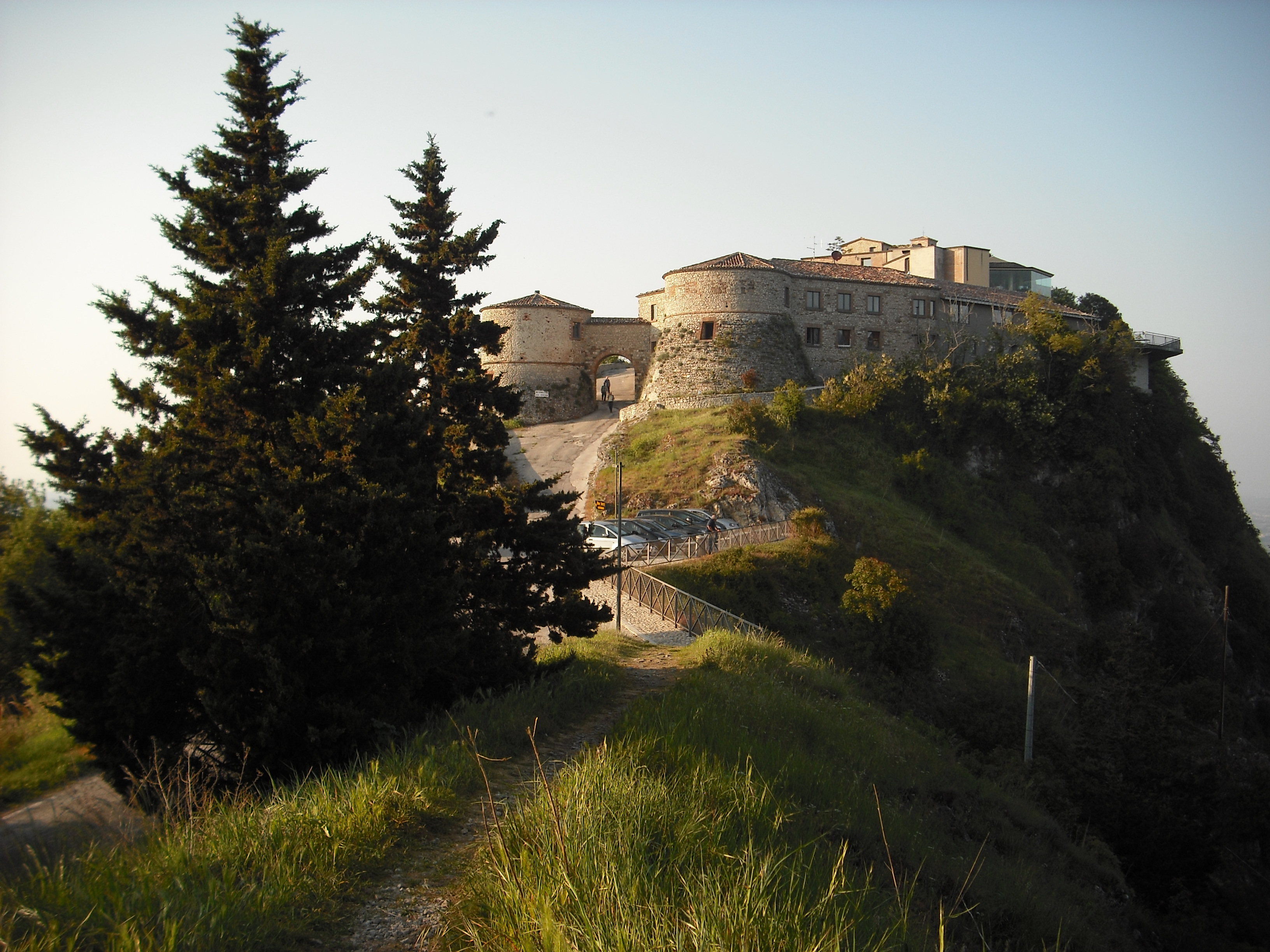
Burg Torriana
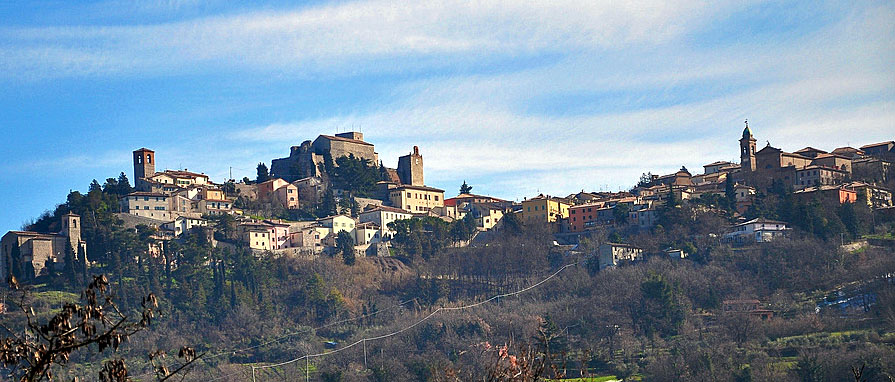
Verucchio
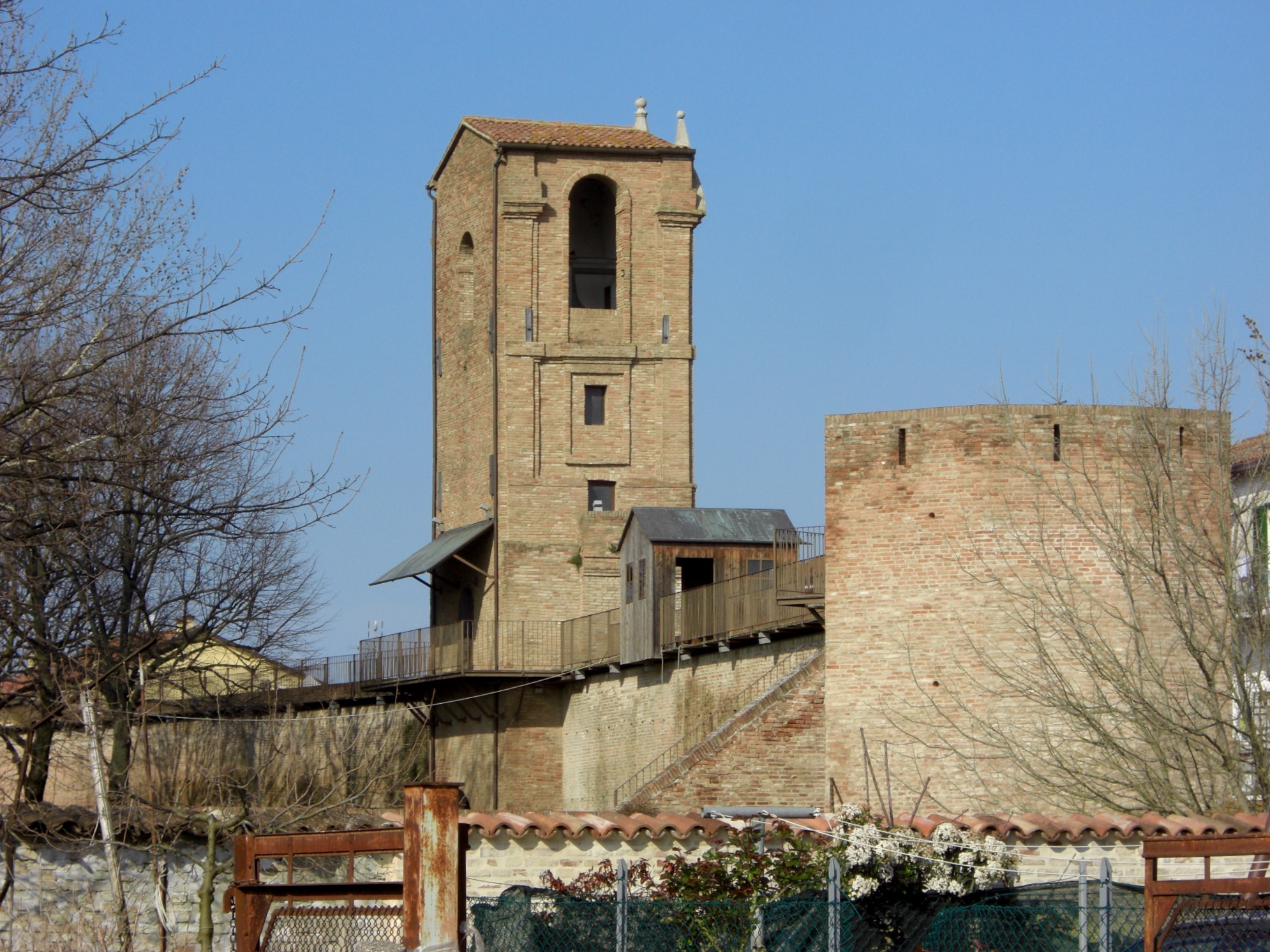
Burg Gatteo

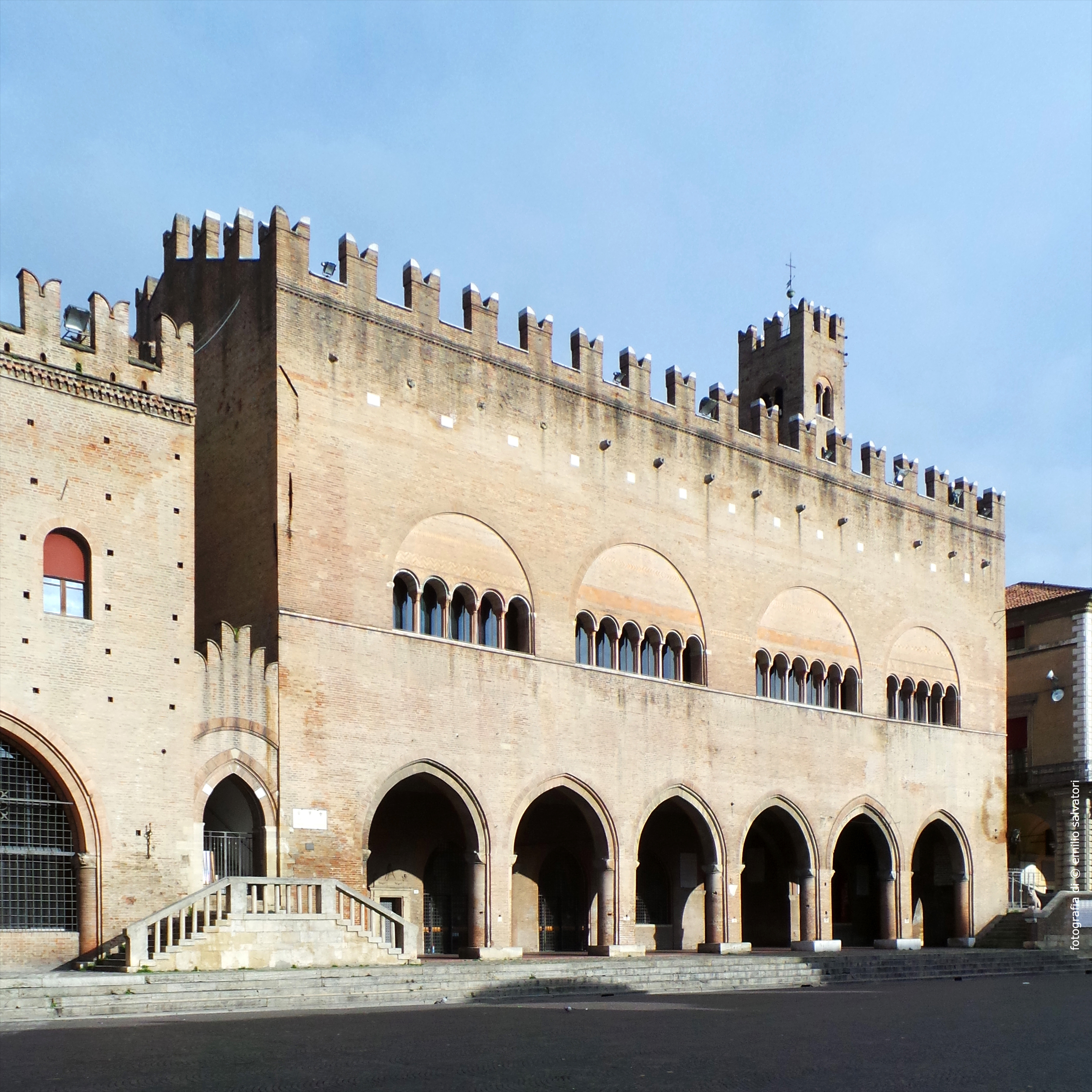
Palazzo dell'Arengo in Rimini

Der Sohn Malatestas I., Malatesta da Verucchio (1212–1312), wechselte 1248 nach der Niederlage des Kaisers bei Parma auf die Seite der Guelfen und wurde damit zum Gegenspieler des ghibellinischen Anführers in der Romagna, Guido I. da Montefeltro. Nach der Vernichtung der Staufer durch Karl von Anjou sorgte dieser für die Ernennung Guidos I. zum päpstlichen Vikar der Stadt Florenz. Die Malatesta trugen erbitterte Gefechte mit rivalisierenden Adelsfamilien aus und wurden 1288 aus Rimini vertrieben, konnten aber in schweren Straßenkämpfen bereits 1295 ihre Rückkehr in die Stadt erreichen und vertrieben ihre Gegner. Noch im gleichen Jahr erklärte sich Guido I. zum Stadtherrn von Rimini und begründete damit eine Signoria, die seine Familie über 200 Jahre (bis 1504) beherrschte. Offiziell waren sie „Vikare“ und damit Lehensnehmer des Kirchenstaates.
Sie erwarben zahlreiche weitere Herrschaften in der Romagna. Ab 1285 waren sie Signori auch in Pesaro, wo ihnen 1445 die Sforza (und diesen 1513 die Della Rovere) folgten. Der von den Sforza um 1450 errichtete herzogliche Palast von Pesaro (heute Sitz der Präfektur) befindet sich an der Stelle ihrer einstigen Burg.
Guidos Sohn Gianciotto († 1304) wurde während des Exils 1288 Podestà in Pesaro. Bekannt wurde die Geschichte seiner Frau Francesca da Rimini, die um 1283 von ihrem Mann beim Ehebruch mit dessen jüngstem Bruder Paolo ertappt wurde, woraufhin Gianciotto beide zugleich mit seinem Schwert durchbohrte. Dante Alighieri schilderte dies in seiner Göttlichen Komödie (5. Gesang des Inferno) und auch Giovanni Boccaccio widmete ihr eine Erzählung.
Der weitere Bruder Malatestino I. wurde 1296 zum Capitano der Guelfen von Bologna gewählt, 1303 zum Capitano del popolo in Florenz; er eroberte und zerstörte 1312 die Burg seines ghibellinischen Vetters Guglielmo Malatesta in Sogliano und folgte dem Vater 1312 als Herr von Rimini. Paolos Sohn Uberto (ca. 1270–1324) erbte von seiner Mutter die Grafschaft Ghiaggiolo und begründete die dortige Linie (bis 1757). Die Malatesta brachten auch einige Bischöfe hervor.

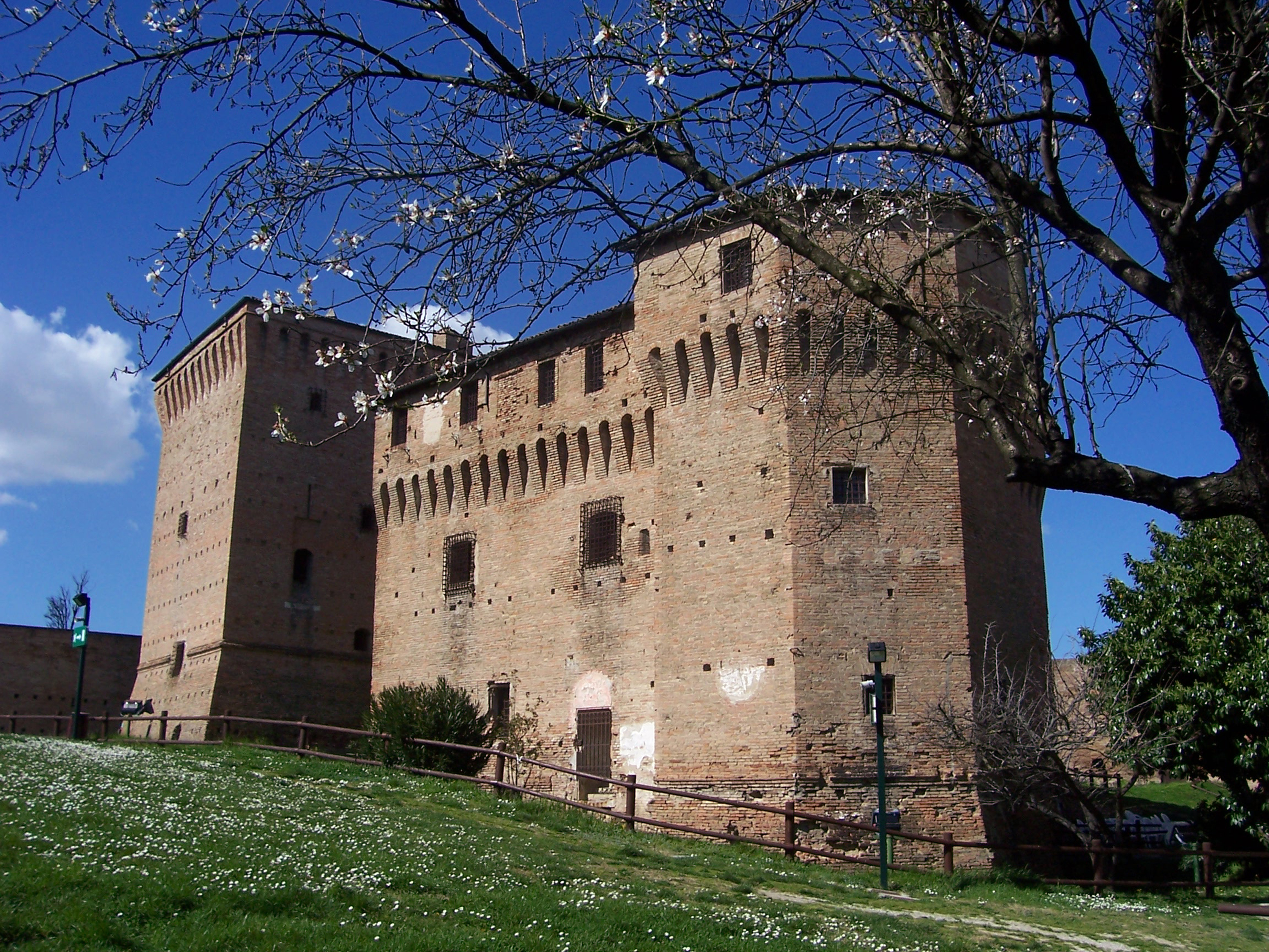
Rocca Malatestiana in Cesena

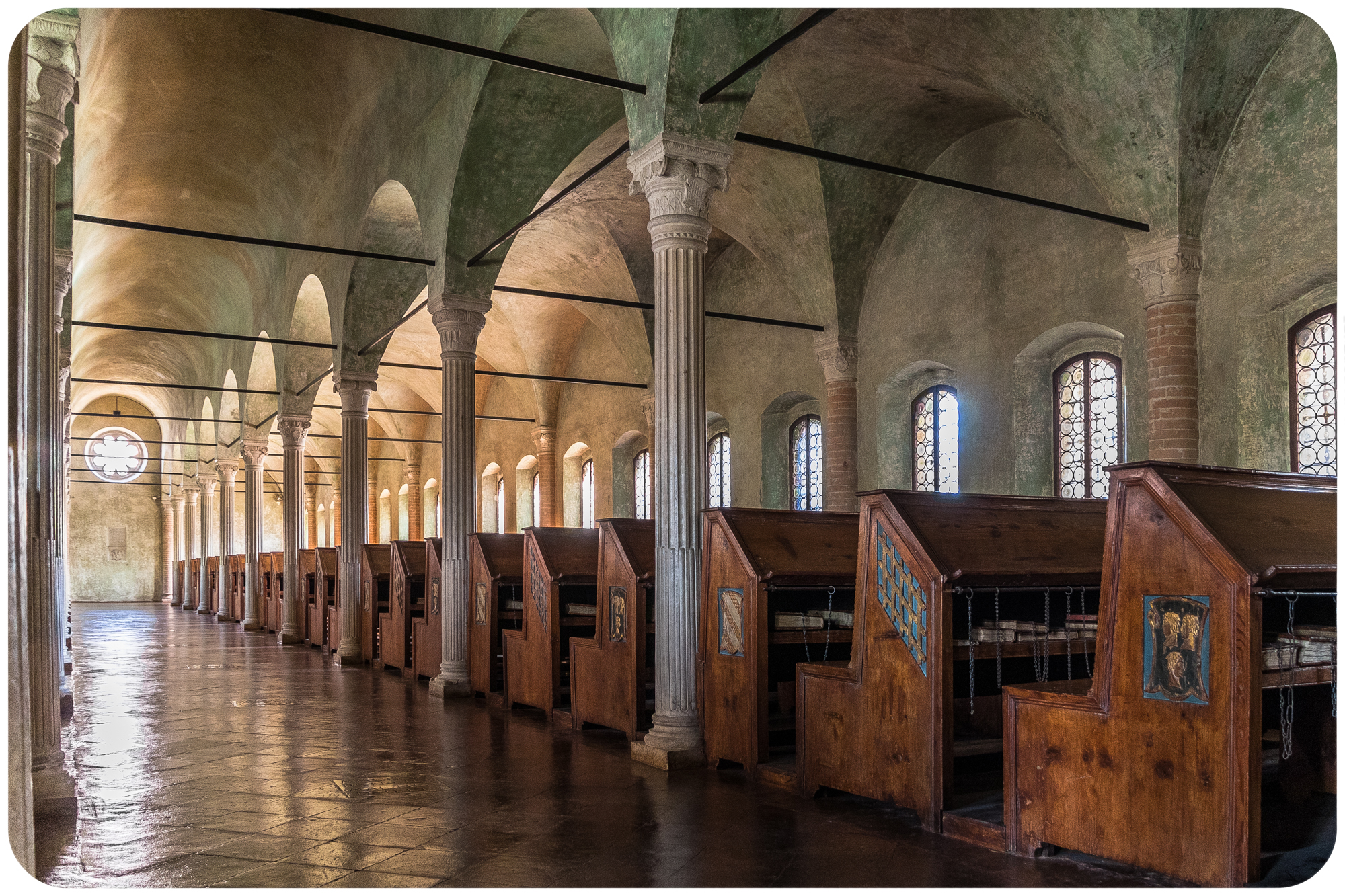
Biblioteca Malatestiana in Cesena

Anfang des 14. Jahrhunderts erhielten die Malatesta die Stadt Fossombrone als Lehen vom Kirchenstaat; sie errichteten dort eine Burg, deren Ruine noch steht. Papst Urban VI. gab 1379 Cesena als Vikariat an Galeotto I. Malatesta, außerdem kam das unweit gelegene Roncofreddo mit der Burg Sorrivoli in seinen Besitz. In der Folgezeit, von 1379 bis 1465, blühte die Stadt unter der Herrschaft der Malatesta auf, die die Burg über der Stadt (genannt Rocca Malatestiana) wiederaufbauten. Die im Auftrag von Domenico Malatesta, genannt Malatesta Novello, von 1447 bis 1452 errichtete Biblioteca Malatestiana in der Nähe der Burg mit einer Reihe von wertvollen Manuskripten ist ein gut erhaltenes Beispiel einer Renaissance-Bibliothek mit 300.000 Büchern und Handschriften. Als Malatesta Novello 1465 starb, fiel Cesena wieder an den Kirchenstaat.
Parisina Malatesta, die Tochter des Andrea Malatesta (1373–1416), Herrn der Städte Cesena und Fossombrone, wurde 1418 mit knapp vierzehn Jahren mit dem Markgrafen Niccolò III. d’Este verheiratet und brachte ihm als Heiratsgut u. a. Fossombrone zu. Ihr viel älterer Mann hatte mindestens 21 außereheliche Kinder. Als sich eine Beziehung zwischen seinem Lieblingssohn Ugo und Parisina entspann und Niccolò sie dabei ertappte, ließ er beide hinrichten. Die Geschichte hat vielfach Eingang in die Literatur gefunden und Stoff für Opern geliefert.
Auch Fano befand sich ab Ende des 13. Jahrhunderts im Besitz der Malatesta, die dort um 1438 eine Burg erbauten; 1463 eroberten die Montefeltro die Stadt. In Ascoli ließ Galeotto I. Malatesta 1349 das Forte Malatesta errichten. Kurzzeitig waren auch Sansepolcro (1371–1430) und Citerna unter der Herrschaft der Malatesta und Pandolfo III. Malatesta (1370–1427) amtierte von 1404 bis 1421 als Stadtherr von Brescia sowie in Bergamo.

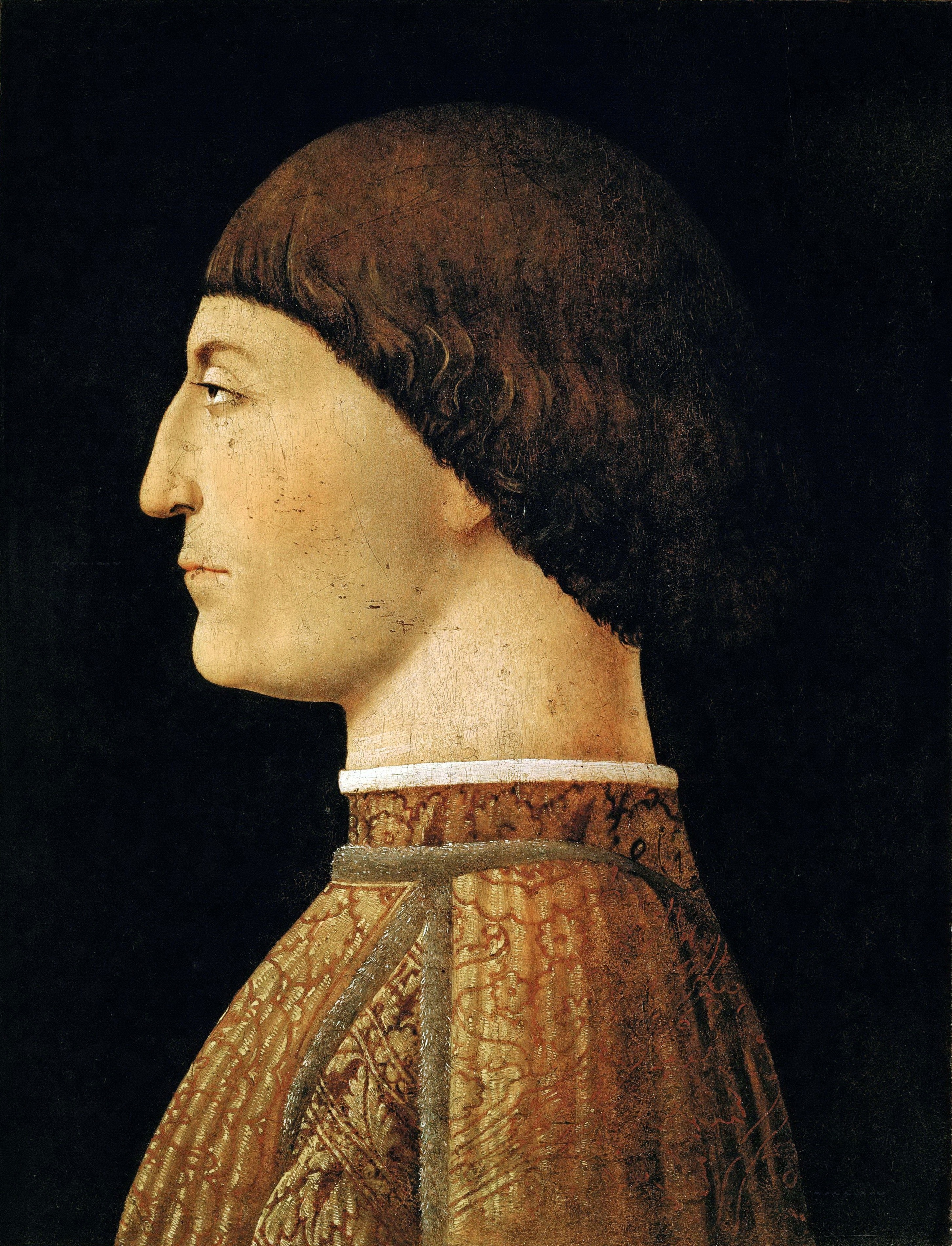
Sigismondo Malatesta (1417–1468), von Piero della Francesca

Senigallia befand sich in der ersten Hälfte des 15. Jahrhunderts im Besitz der Malatesta, Sigismondo Malatesta, seit 1432 Herr von Rimini, Fano und Cesena, umgab sie mit einer neuen Stadtmauer und Bastionen, die so kostspielig waren, dass Papst Pius II. ihm die Stadt wieder wegnahm. Er ließ ab 1450 auch die heutige Kathedrale von Rimini, den Tempio Malatestiano, errichten. Allerdings verstrickte er sich in einen zermürbenden Krieg gegen seinen Rivalen Federico da Montefeltro. Schließlich verlor er, vom Papst exkommuniziert, fast alle seine Besitzungen und konnte nur Rimini mittels der Unterstützung der Venetianer halten. Sein Bruder Domenico setzte die Linie fort; dessen unehelicher Sohn Roberto († 1482), den Papst Nikolaus V. legitimierte, der aber möglicherweise ein unehelicher Sohn von Sigismondo selbst war, ergriff durch Intrigen die Herrschaft und ließ den legitimen Sohn Sigismondos töten. Ihm gelang die teilweise Rückeroberung des alten Malatestagebietes. Robertos Sohn Pandolfo IV. (1475–1534) war der letzte Herrscher aus dem Hause Malatesta. Nachdem er von Cesare Borgia vertrieben worden war, verkaufte er nach dessen Sturz 1503 Rimini an Venedig. Rimini fiel aber 1509 wieder an den Kirchenstaat. Bis 1527 gab es noch einige mehr oder weniger erfolgreiche Versuche der Malatestas, sich in den Besitz der Stadt zu setzen.
In den nachfolgenden Generationen brachte die Familie im 16. und 17. Jahrhundert noch eine Reihe von Condottieri (Feldherren) hervor, die sich als Söldner in den Dienst verschiedener Städte und Herzogtümer stellten. Die Linie der Grafen von Sogliano erlosch 1640, ihr Besitz fiel an den Kirchenstaat (das dortige Malatesta-Schloss wurde im 19. Jahrhundert abgerissen). Die Malatesta aus Rimini erloschen mit dem Jesuiten Robert Malatesta († 1708), die Linie der Malatesta von Ghiaggiolo mit Lamberto im Jahre 1757.

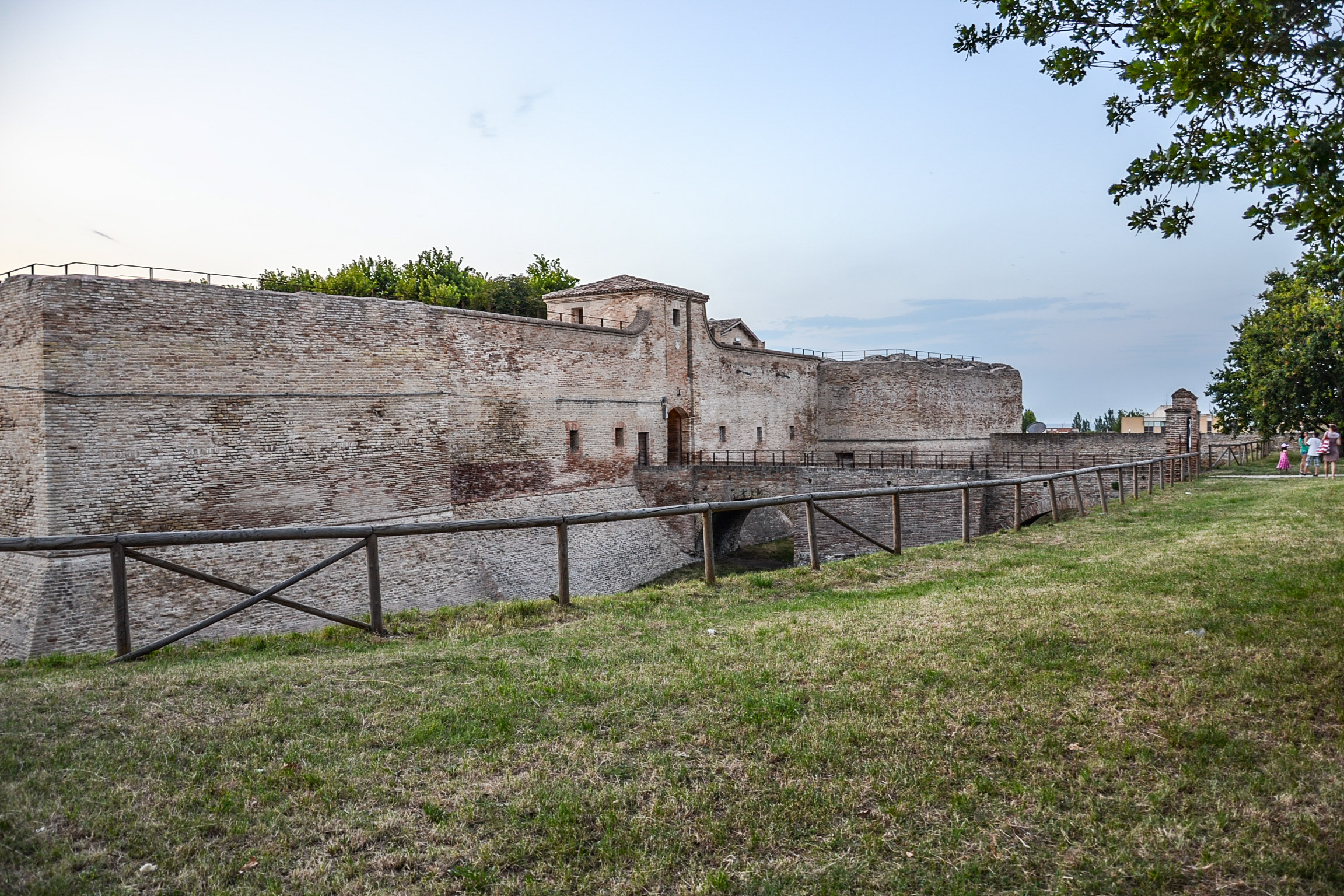
Burg Fano
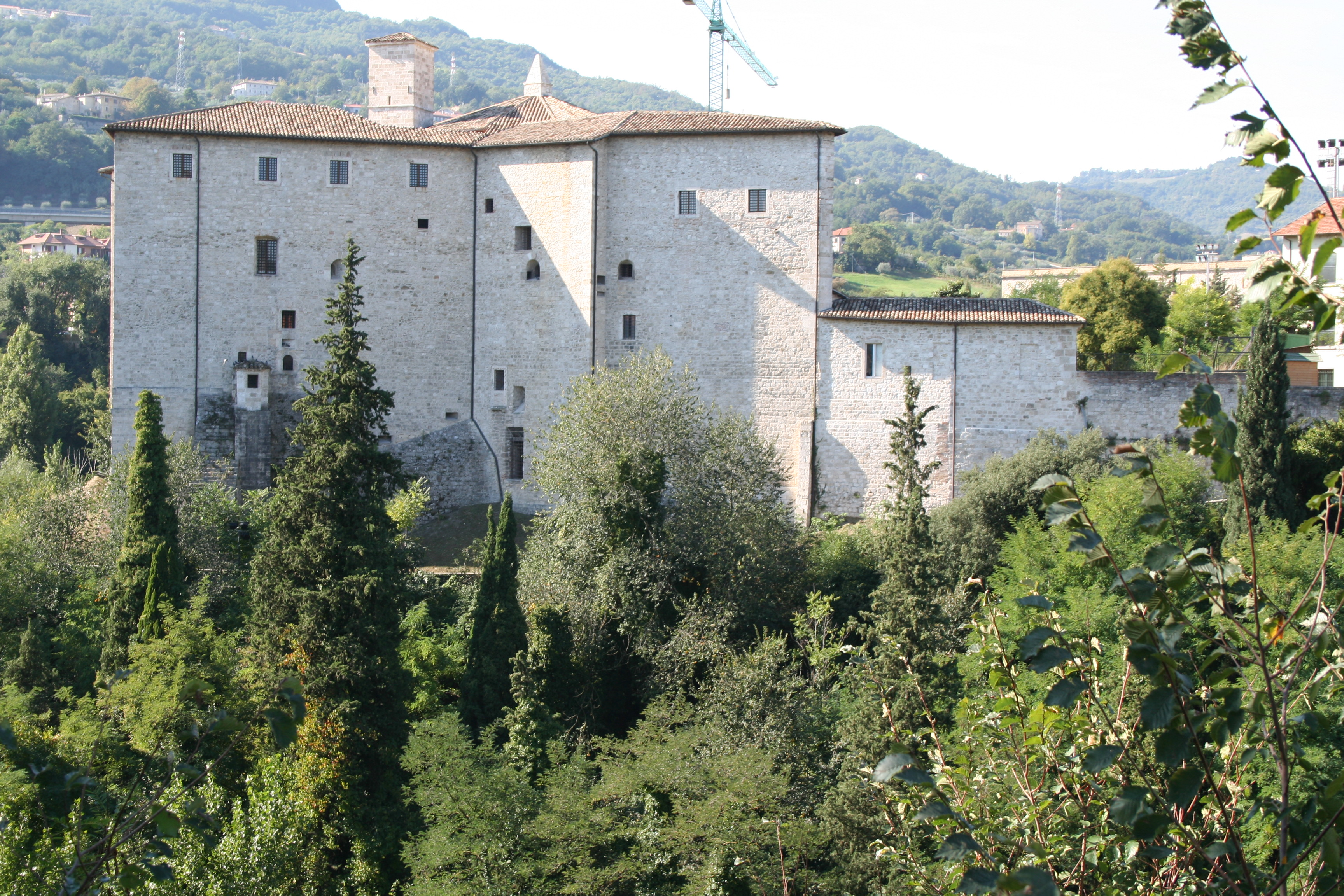
Forte Malatesta in Ascoli
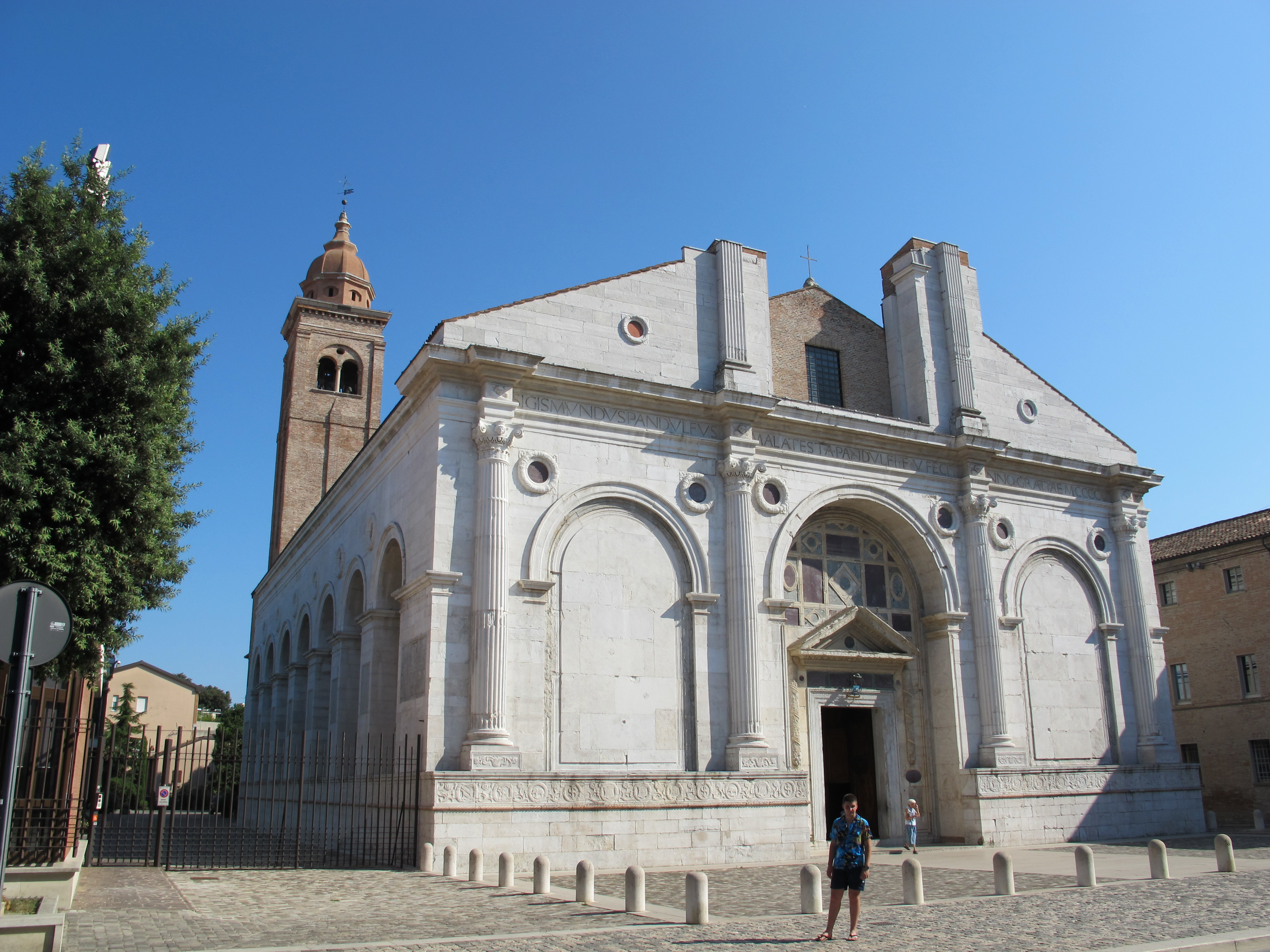
Tempio Malatestiano in Rimini

## Herren von Rimini

Wappen der Malatesta von Rimini

1. Malatesta Malatesta (1239–1248), Podestà
2. Malatesta da Verucchio (1262–1312), Podestà
3. Malatestino Malatesta (1312–1317)
4. Pandolfo Malatesta (1317–1326)
5. Ferrantino Malatesta (1326–1353)
6. Malatesta Malatesta (1353–1364)
7. Galeotto Malatesta (1364–1385)
8. Carlo Malatesta (1385–1429)
9. Galeotto Roberto Malatesta (1429–1432)
10. Sigismondo Pandolfo Malatesta (1432–1468)
11. Roberto Malatesta (1468–1482)
12. Pandolfo Malatesta (1482–1528)

## Herren von Pesaro
1. Gianciotto Malatesta (1294–1304)
2. Pandolfo I Malatesta (1304–1326)
3. Malatesta Antico Malatesta (1322–1364)
4. Ferrantino Malatesta (…–1353)
5. Malatesta Malatesta der Ungar (…–1372)
6. Galeotto Malatesta (1372–1385)
7. Malatesta Malatesta (1370–1429)
8. Carlo Malatesta (1429–1438)
9. Galeazzo Malatesta (1438–1445)
10. Alessandro Sforza (ab 1445)

## Familienbeziehungen

### Bis Pandolfo Malatesta († 1326)
1. Malatesta aus Rimini († 1195)
  1. Giovanni Malatesta († 1221)
    1. Remberto Malatesta, bis 1240 bezeugt – Nachkommen: Grafen von Sogliano

  2. Malatesta Malatesta († vor 1197)
    1. Malatesta Malatesta, Podestà von Rimini 1239–1248
      1. Malatesta da Verruchio (1262–1312), Podestà von Rimini ab 1262
        1. Gianciotto Malatesta († 1304) Podestà von Pesaro ab 1294 ⚭ 1275 Francesca da Rimini
        2. Paolo Malatesta ⚭ Beatrice Gräfin von Chiaggiolo – Nachkommen, ausgestorben 1757
        3. Piero Malatesta, Liebhaber der Francesca da Rimini
        4. Malatestino Malatesta († 1317), Herr von Rimini
          1. Ferrantino Malatesta († 1353) Herr von Pesaro, Herr von Rimini ab 1326
            1. Malatestino Malatesta († 1335) Podestà von Cesena

        5. Pandolfo Malatesta († 1326) Herr von Pesaro, Herr von Rimini ab 1317

### Ab Pandolfo Malatesta († 1326)
1. Pandolfo Malatesta († 1326) Herr von Pesaro, Herr von Rimini ab 1317
  1. Malatesta Malatesta († 1364) Herr von Pesaro ab 1322, Herr von Rimini ab 1353
    1. Malatesta Malatesta der Ungar (* Juni 1327; † 17. Juli 1372), in Pesaro ⚭ 2. Mai 1362 Costanza d’Este (* 25. Juli 1343; † 13. Februar 1392) Tochter des Obizzo III. d’Este
      1. Costanza Malatesta († 15. Oktober 1378) ⚭ 29. Juli 1363 Ugo d’Este (1344–1370)

    2. Pandolfo Malatesta (* 1325; † 1373) ⚭ Paola di Bertoldo Orsini[6]
      1. Malatesta Malatesta († 1429) ⚭ Elisabetta da Varano[6], Herr von Pesaro ab 1385
        1. Antonia Malatesta ⚭ 1408 Giovanni Maria Visconti (1388–1412) Herzog von Mailand
        2. Carlo Malatesta ⚭ Vittoria Colonna[6] († 1438) Herr von Pesaro
        3. Galeazzo Malatesta († 1457) ⚭ Battista da Montefeltro[6], Herr von Pesaro 1438, tritt Pesaro am 15. Januar 1445 an den Enkel ab
          1. Elisabetta Malatesta († 1477), 1443 Nonne ⚭ Pietro Gentile Varano († 1433) Herr von Camerino
            1. Constantia Varano († 1447) ⚭ Alessandro Sforza, Herr von Pesaro 15. Januar 1445

        4. Parisina Malatesta († Mai 1425) ⚭ 2. April 1418 Niccolò III. d’Este († 1441) Markgraf von Ferrara, Modena und Reggio nell’Emilia
        5. Paola Malatesta ⚭ 1410 Gianfrancesco I. Gonzaga (1395–1444), Stadtherr und Markgraf von Mantua[6]
        6. Cleope Malatesta ⚭ Theodor II. Palaiologos[6]
        7. Galeotto Malatesta[6]
        8. Pandolfo Malatesta, Bischof[6]

  2.  ? Caterina Malatesta ⚭ um 1320 Luigi I. Gonzaga (1267–1360) Stadtherr von Mantua
  3. Galeotto Malatesta (* 1299; † 1385) in Rimini 1364, in Pesaro 1372
    1. Carlo Malatesta († 1429) Herr von Rimini ab 1385, Herr von Brescia 1404–1410 ⚭ 1386 Elisabetta Gonzaga, Tochter des Luigi II. Gonzaga von Mantua
    2. Margerita Malatesta († 1399) ⚭ 1393 Francesco I. Gonzaga (1366–1407) Stadtherr von Mantua
    3. Paola Malatesta († 1449)
    4. Pandolfo Malatesta († 1427)
      1. Galeotto Roberto Malatesta, Herr von Rimini 1429–1432 ⚭ 1427 Margherita d’Este, Tochter des Niccolò III. d’Este
      2. Sigismondo Pandolfo Malatesta (* 1417; † 1468), Herr von Rimini ab 1432 und Condottiere ⚭ 1) 1433 Ginevra d’Este (* 24. März 1419; † 12. Oktober 1440) Tochter des Niccolò III. d’Este, ⚭ 2) Polissena Sforza (1428–1449), Tochter des Francesco I. Sforza, ⚭ 3) 1456 Isotta degli Atti († 1470)
      3. (Domenico) Malatesta Novello, (* 5. August 1418 in Brescia; † 20. November 1465 in Cesena) Herr von Cesena, Bertinoro, Meldola und Sarsina 1433–1465; Begründer der Biblioteca Malatestiana in Cesena 1452
        1. Roberto Malatesta (unehelich) († 11. September 1482), Herr von Rimini ab 1468
          1. Pandolfo Malatesta (* 1475; † 1534) Herr von Rimini ab 1482, am 17. Juni 1528 von den Bürgern vertrieben, vom Papst befreit, verkaufte Rimini an Venedig
            1. Sigismondo Malatesta († 1543)
              1. Ercole Malatesta († 1587)
                1. Sigismondo Malatesta († 1605)
                  1. Carlo Malatesta († 1655)
                    1. Robert Malatesta († 17. April 1708), Jesuit

## Weitere Personen
- Andrea Malatesta (auch: Malatesta Malatesta; 1373–1416), italienischer Adeliger
- Errico Malatesta (1853–1932), italienischer Anarchist – Siehe auch: Malatesta (Film)
- Guido Malatesta (1919–1970), italienischer Filmregisseur und Drehbuchautor